# Guinsiliban
Guinsiliban è una municipalità di sesta classe delle Filippine, situata nella provincia di Camiguin, nella regione del Mindanao Settentrionale.
Guinsiliban è formata da 7 baranggay:
- Butay
- Cabuan
- Cantaan
- Liong
- Maac
- North Poblacion
- South Poblacion